# Naval Air Station Point Mugu
Base aéronavale de Point Mugu
La Base aéronavale de Point Mugu (Naval Air Station Point Mugu ou NAS Point Mugu) était une base aéronavale américaine près d'Oxnard en Californie, qui a fonctionné comme une base indépendante de 1941 à 2000, lorsqu'elle a fusionné avec le Naval Construction Battalion Center Port Hueneme à proximité pour former la nouvelle base navale du comté de Ventura.

## Histoire
L'installation à Point Mugu, en Californie, a commencé comme centre d'entraînement anti-aérien de l'US Navy pendant la Seconde Guerre mondiale  et a été développée à la fin des années 1940 en tant que principale installation de développement et d'essai de missiles de la marine. C'est là que la plupart des missiles de la Marine ont été développés et testés au cours de l'ère 1950/1960, y compris missiles air-air AIM-7 Sparrow et l'AIM-54 Phoenix, le missile air-sol AGM-12 Bullpup et le missile de croisière SSM-N-8A Regulus..
Point Mugu domine la région depuis les années 1940 et est l'un des rares endroits de la région à ne pas être agricole. La base a accueilli de nombreux programmes de test de munitions et la plage de test s'étend au large jusqu'à l'île San Nicolas, propriété de la marine, dans les Channel Islands de Californie.
En 1963, le Programme de mammifères marins de l’U.S. Navy a été établi sur une langue de sable entre Mugu Lagoon (en) et l'océan. L'installation a été déplacée en 1967 à la Base navale de Point Loma à San Diego, en Californie.

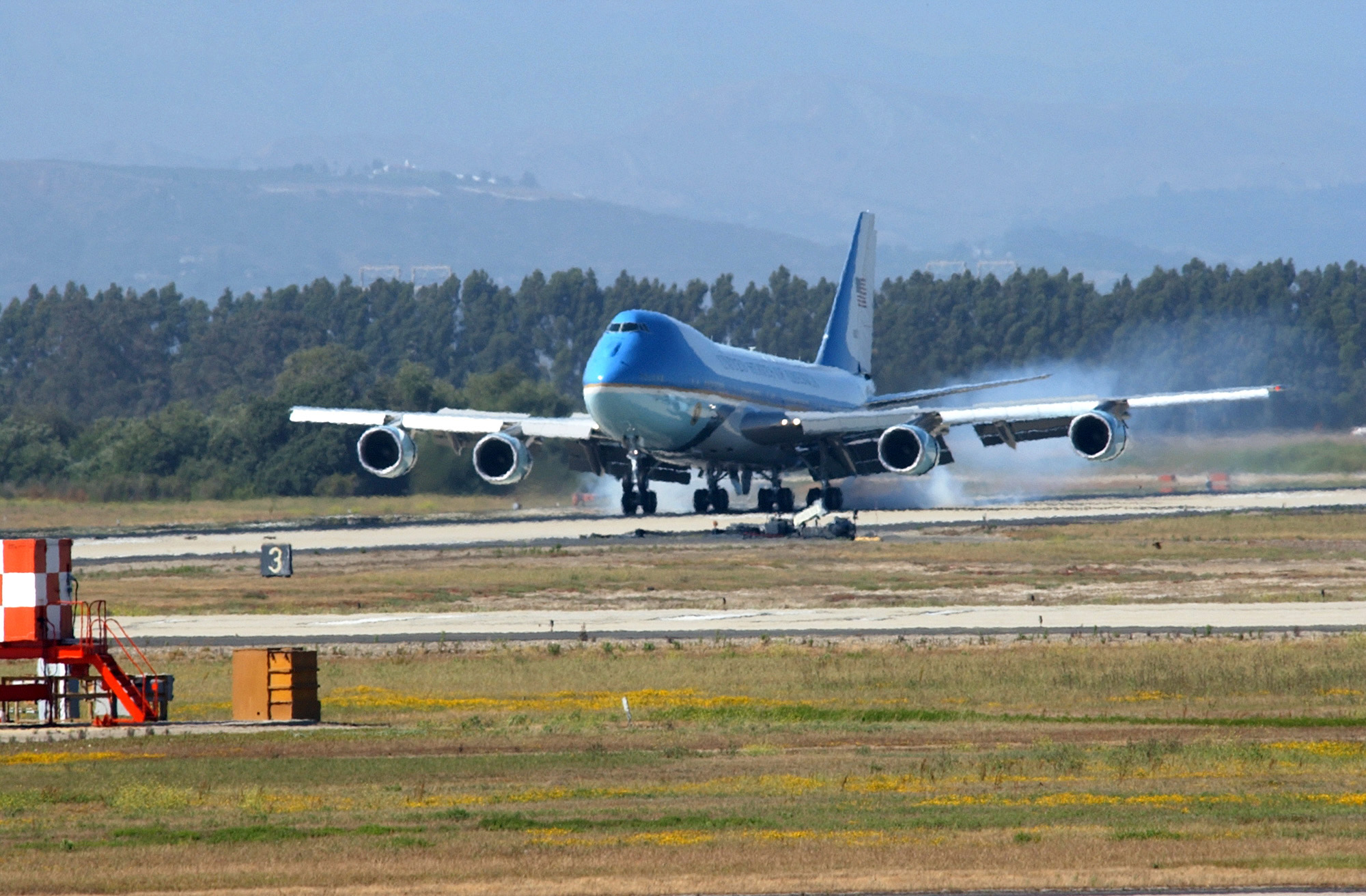
SAM 2800

Point Mugu était l'aérodrome utilisé par l'ancien président Ronald Reagan lors de sa présidence lors de visites dans son ranch de Santa Barbara. L'aérodrome a été utilisé lors des funérailles d'État en 2004, comme lieu où le corps de l'ancien président a été transporté par avion à Washington,  pour reposer dans la Rotonde du Capitole des États-Unis. Le corps a été transporté à Point Mugu à bord de l'avion présidentiel SAM 28000 deux jours plus tard. Jusqu'à la fin des années 1990, la base abritait l'Antarctic Development Squadron SIX (VXE-6 (en)), l'escadron de Lockheed LC-130 Hercules équipés pour atterrir sur la glace en Antarctique, pour y ravitailler les stations scientifiques. Maintenant, la 109e Escadre de transport aérien de la Garde nationale aérienne de New York a assumé cette responsabilité. Le VXE-6 a également piloté l'UH-1N Twin Huey pendant la majeure partie de son temps à Point Mugu.

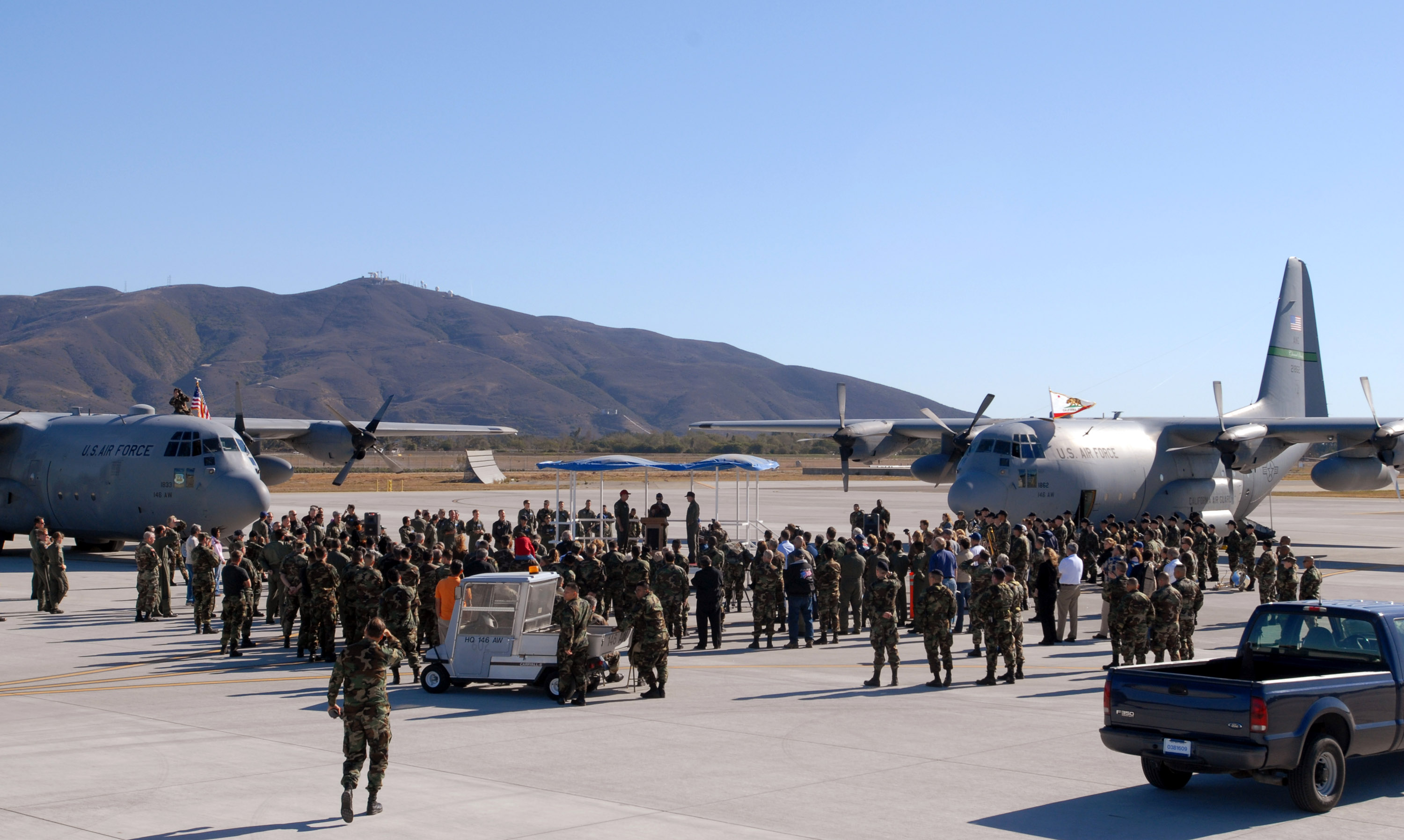
Channel Islands ANG Station

En décembre 1988, la 146th Airlift Wing (en) a organisé son transfert de Van Nuys vers une nouvelle installation construite sur un terrain appartenant à l'État adjacent à l'installation de Point Mugu. Connue sous le nom de Channel Islands Air National Guard Station, l'annexe a été construite pour un coût de plus de 70 millions de dollars et a été entièrement activée en avril 1990.

## Locataires de Point Mugu
- 146e Escadre de transport aérien, California Air National Guard (en)
- Commandant, Airborne Command Control and Logistics Wing
  - Escadron de commandement et de contrôle aéroporté 113 (VAW-113)
  - Escadron de commandement et de contrôle aéroporté 115 (VAW-115)
  - Escadron de commandement et de contrôle aéroporté 116 (VAW-116)
  - Escadron de commandement et de contrôle aéroporté 117 (VAW-117)
- Centre de préparation de la flotte sud-ouest - Site Mugu
- Division armement NAVAIR
- Centre de soutien opérationnel naval (United States Navy Reserve)
- Station navale d'informatique et de télécommunications San Diego - Site du comté de Ventura
- Naval Satellite Operations Center (en)
- Escadre d'essai navale du Pacifique
  - Escadron d'essais aériens et d'évaluation 30 (VX-30 (en))
- Escadron de soutien logistique de la flotte 55 (VR-55 (en))
- Annexe de la Coast Guard Air Station Los Angeles[3]

## Accidents et incidents
- Le 16 août 1956, un drone F6F-5K a été lancé depuis NAS Point Mugu et est rapidement devenu incontrôlable en direction de Los Angeles. Les intercepteurs de l'United States Air Force n'ont pas réussi à l'abattre, ce qui a conduit à l'incident de la Battle of Palmdale (en).
- Le 21 juin 1971, le F-4 Phantom du VX-4 s'est écrasé dans un champ adjacent au NAS Point Mugu. Aucun survivant.
- Le 4 août 1972, le Douglas DC-3 N31538 de Mercer Airlines a subi un incendie moteur en vol peu après le décollage d'un vol cargo à destination de l'aéroport Hollywood-Burbank. L'avion a quitté la piste lors de l'atterrissage d'urgence et a été détruit par l'incendie qui a suivi. Les trois personnes à bord ont survécu[4].

## Culture populaire
NAS Point Mugu a servi de décor au film de 1950, L'Engin fantastique. Il raconte l'histoire du premier tir d'un missile guidé depuis le pont d'un sous-marin. Un autre film tourné au début des années 60 à Point Mugu était North to Alaska avec John Wayne. Plus récemment, des scènes de Des hommes d'honneur ont été tournées au NAS Point Mugu.